# Sunday Faleye
Sunday Adeyemi Faleye (* 29. November 1998 in Lagos) ist ein nigerianischer Fußballspieler.

## Karriere

### Verein
Faleye begann seine Karriere beim Shooting Stars FC. Im Februar 2019 wechselte er nach Österreich zu den drittklassigen Amateuren des Bundesligisten SCR Altach. Sein Debüt in der Regionalliga gab er im März 2019, als er am 19. Spieltag der Saison 2018/19 gegen den SK Bischofshofen in der Startelf stand. Sein erstes Tor erzielte er im April 2019 bei einem 5:3-Sieg gegen den SV Wörgl.
Im Juli 2019 wechselte er zum Zweitligisten FC Wacker Innsbruck, bei dem er einen bis Juni 2021 laufenden Vertrag erhielt. Für Innsbruck kam er in eineinhalb Jahren zu 29 Einsätzen in der 2. Liga, in denen er vier Tore erzielte.
Im Januar 2021 wechselte Faleye nach Tschechien zum Zweitligisten FK Dukla Prag.

### Nationalmannschaft
Faleye debütierte im Januar 2018 während der CHAN 2018 für die nigerianische Nationalmannschaft, als er im ersten Gruppenspiel gegen Ruanda in der Startelf stand. Sein erstes Tor erzielte bei einem 1:0-Sieg gegen Libyen im zweiten Gruppenspiel. Mit Nigeria scheiterte er erst im Finale an Marokko; Faleye kam während des Turniers in vier von sechs Spielen Nigerias zum Einsatz.